# 크스토보

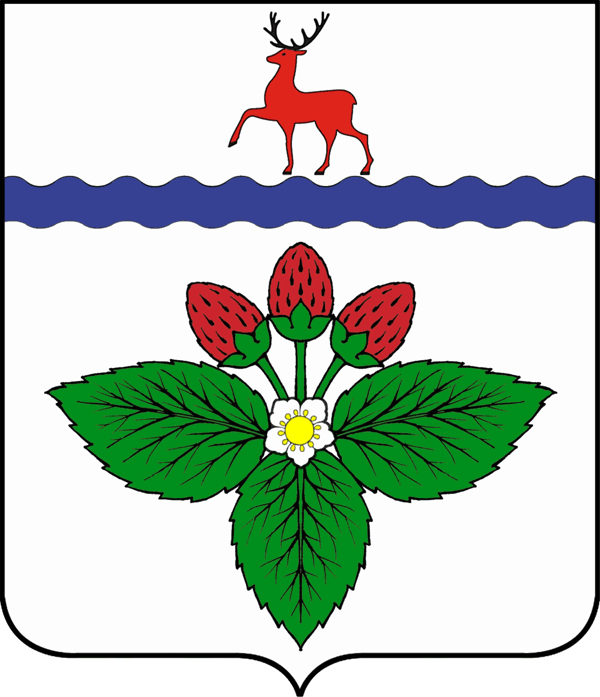
시 문장

크스토보(러시아어: Ксто́во, Kstovo)는 러시아 니즈니노브고로드주 중부에 위치한 석유 화학 공업 도시로, 볼가강 우안과 접하며 인구는 66,944명(2002년 기준)이다.
14세기에 신설되었으며 1950년대부터 도시형 촌락으로 발전하게 된다. 1957년 시로 승격되었다.

## 사진

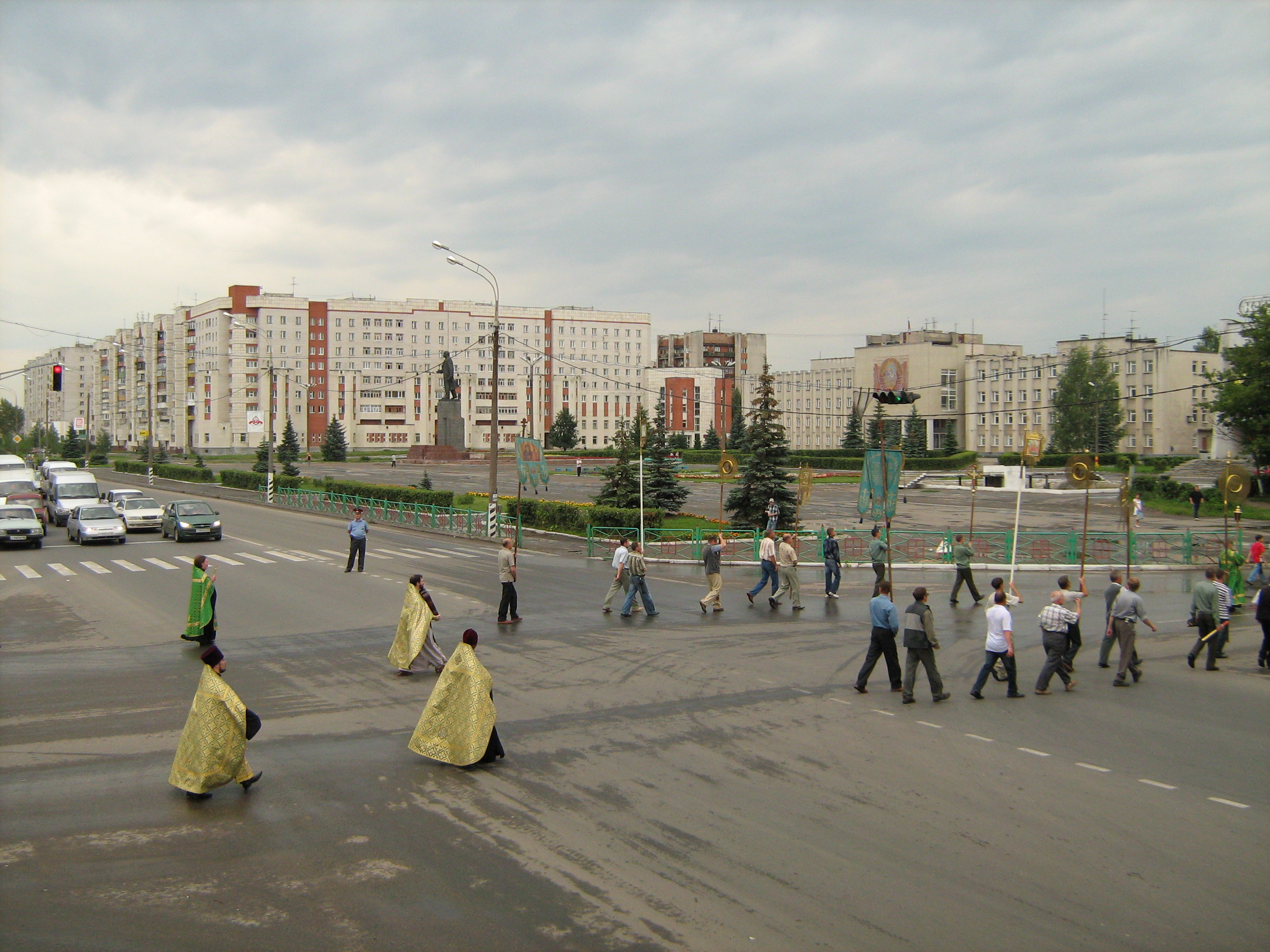
레닌 광장
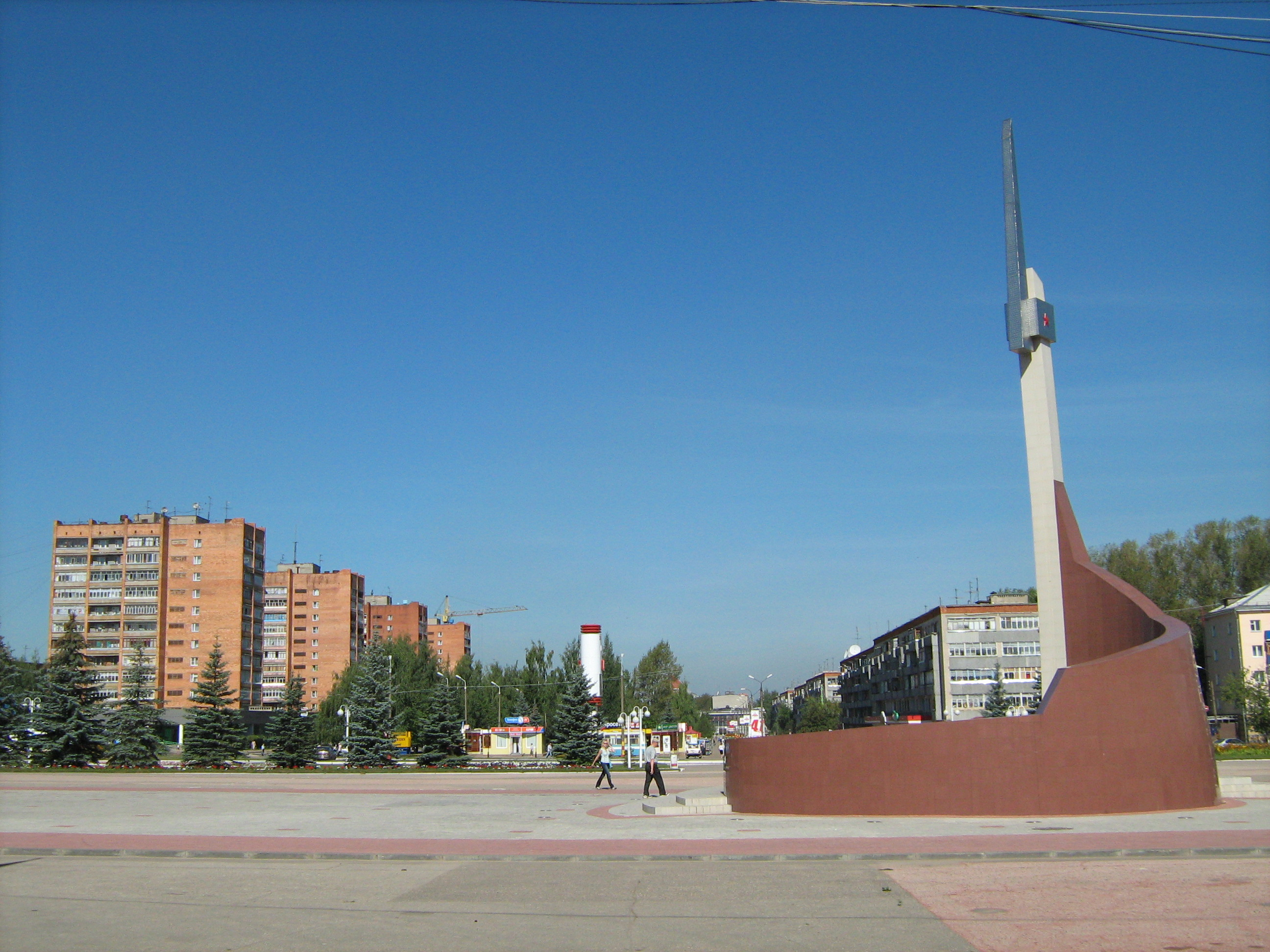
평화 거리와 제2차 세계 대전 기념비
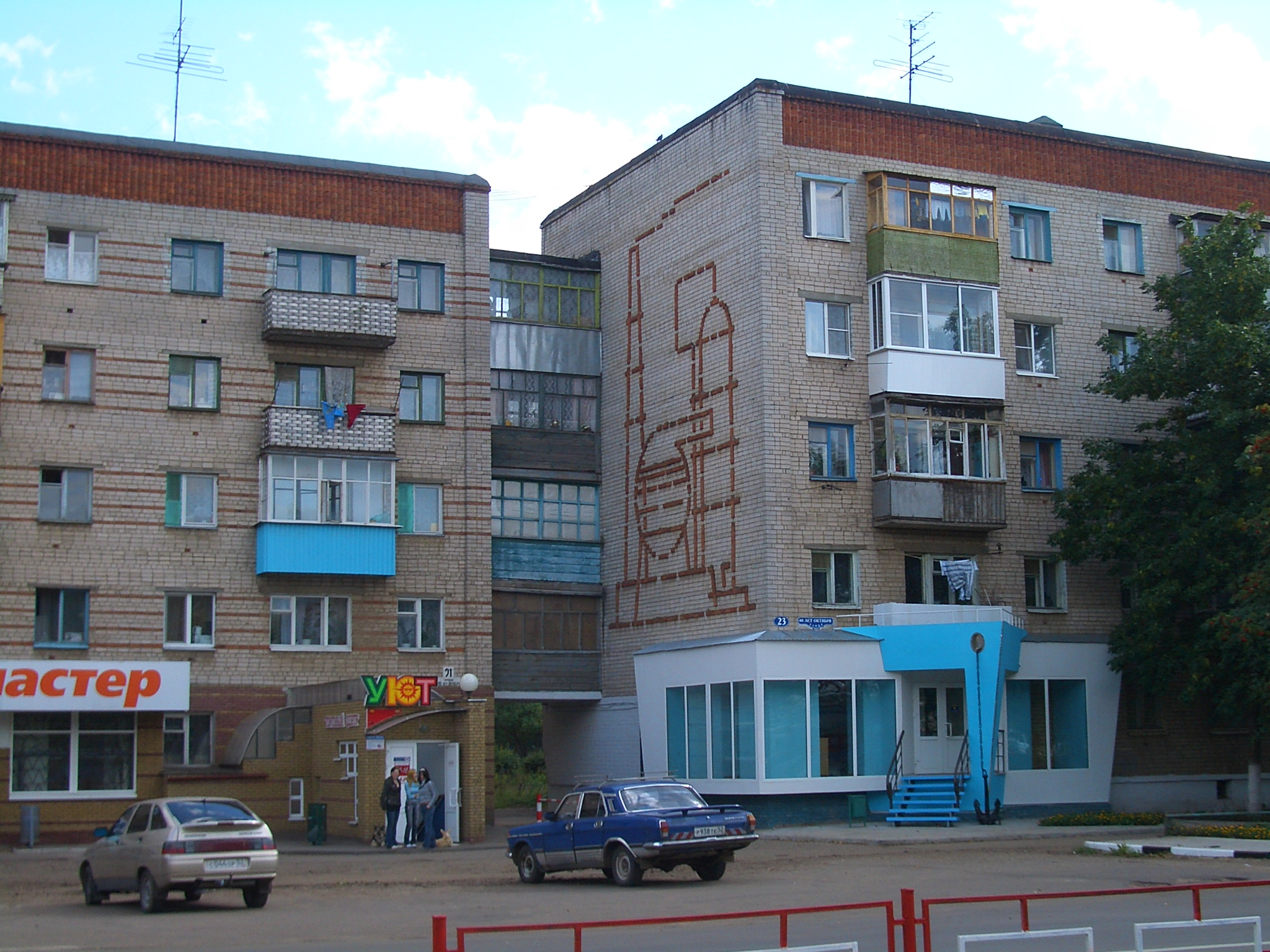
1970년대에 건설된 아파트 단지 전경
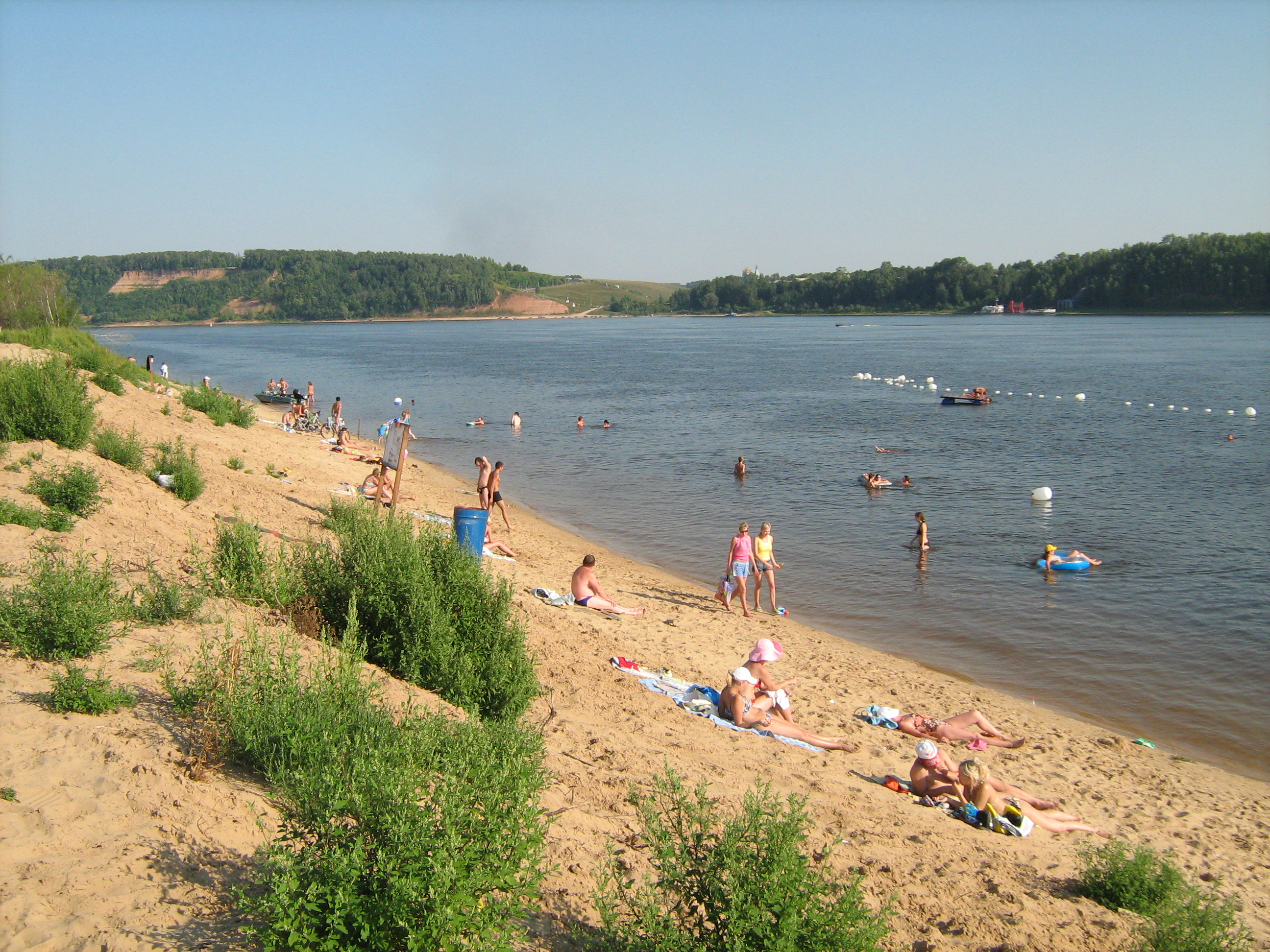
볼가 강변
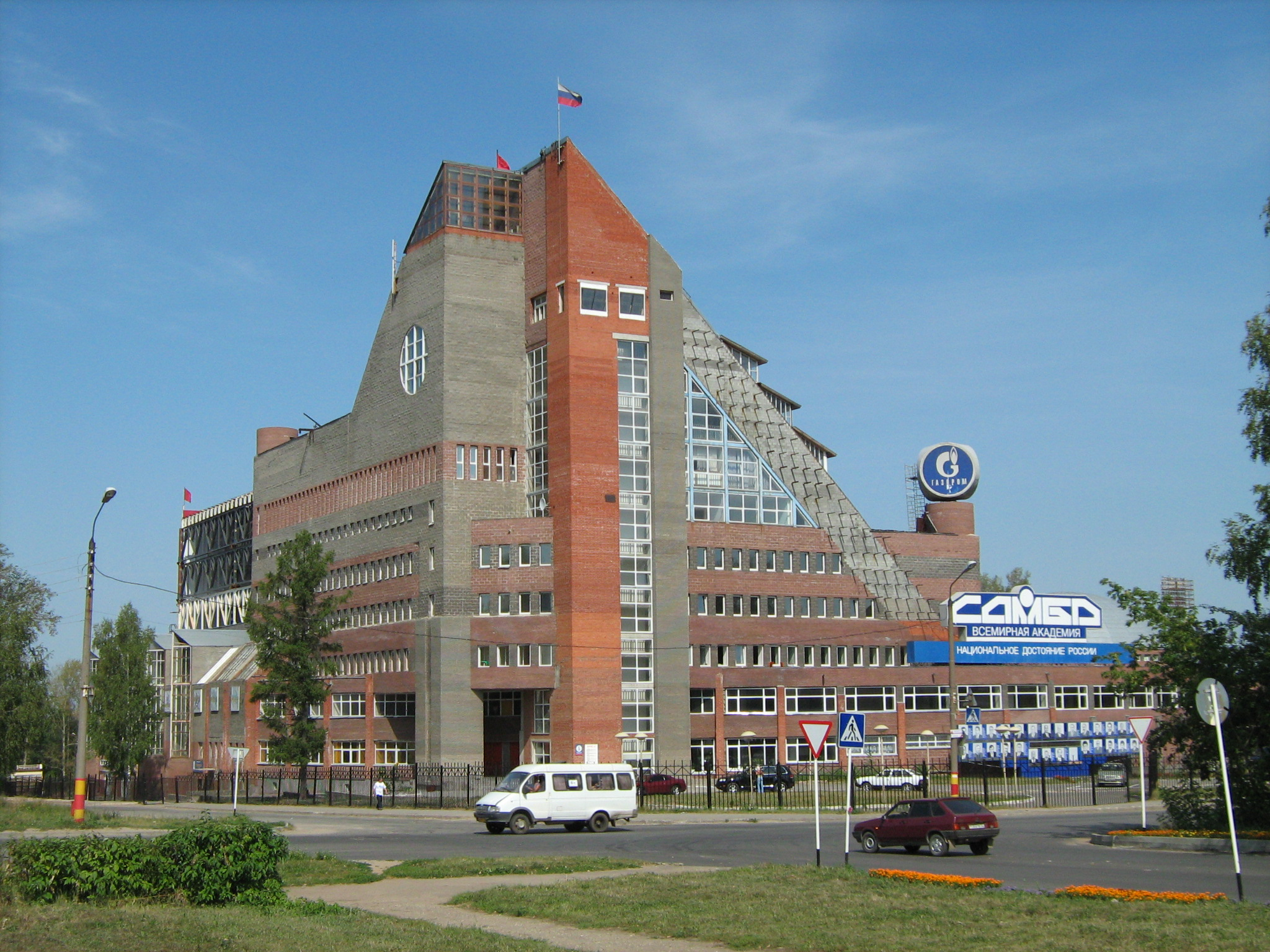
삼보 학원